# Grigore Maior
Grigore Maior, născut Gavrilă Maior, (n. 1715, Sărăuad, comitatul Sătmar - d. 27 ianuarie 1785, Alba Iulia) a fost cel de-al șaselea întâistătător al Bisericii Române Unite cu Roma, episcop al Episcopiei de Făgăraș cu sediul la Blaj, între 1773-1782.
A fost și profesor la Gimnaziul din Blaj, înființat în 1754.

## Biografie
Grigore Maior s-a născut în 1715 la Sărăuad, în comitatul Sătmar. Dascălul Daniil Graur îl considera în 1932 de origine nobilă. Tot dascălul Graur l-a evocat pe episcopul Maior drept ctitor al bisericii din Sărăuad, ridicată în 1773.
A absolvit studiile gimnaziale la Cluj, după care a studiat teologia la Colegiul de Propaganda Fide din Roma între 1740-1747, de unde a revenit la Blaj „doctor în Filosofie și Blagoslovie”. În anul 1745 fusese hirotonit preot. A făcut parte din ordinul călugăresc al bazilienilor. 
La 30 iunie 1764, în urma morții episcopului Petru Pavel Aron, survenită la 9 martie 1764, la sinodul electoral care a avut loc la Blaj, candidații la episcopat au primit, în ordine, următoarele voturi:
1. Grigore Maior – 90 de voturi,
2. Inocențiu Micu-Klein (care era în exil, la Roma) – 72 de voturi,
3. Silvestru Caliani – 16 voturi,
4. Atanasie Rednic – 9 voturi.

Împărăteasa Maria Terezia l-a numit în scaunul episcopal de la Blaj pe Atanasie Rednic, deși acesta primise cel mai mic număr de voturi în sinodul electoral.
Întrucât a cârtit împotriva numirii lui Atanasie Rednic ca episcop al românilor uniți cu Roma, Grigore Maior, nemulțumit că nu fusese el numit episcop având cele mai multe voturi, a fost întemnițat la Sibiu pentru trei luni și jumătate, iar apoi a fost trimis la pocăință pe viață la mănăstirea ruteană de la Muncaciu.  Amicii săi, și într-o oarecare măsură complici ai lui Grigore Maior, n-au scăpat nici ei fără pedeapsă: Gherontie Cotorea a fost trimis la mănăstirea Strâmba din Fizeșu Gherlii, iar pe Silvestru Caliani l-a trimis la mănăstirea Măgina–Aiud. 
În 1771 Grigore Maior a fost eliberat de la Mănăstirea ruteană din Muncaci⁠(en)[traduceți] de împăratul Iosif al II-lea, după care a lucrat pentru puțin timp corector la tipografia slavă și română de la Viena.

### Episcopul Grigore Maior

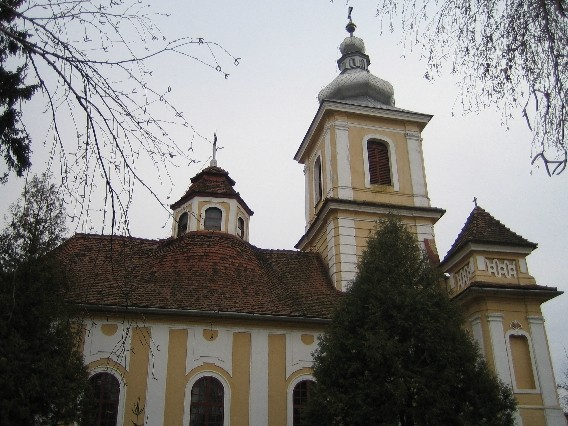
Biserica dintre Brazi din Sibiu, ctitorie a episcopului Grigore Maior

A fost ales episcop al Blajului, în sinodul electoral din 15 august 1772, după decesul rivalului său, Atanasie Rednic, cu 100 de voturi.
La 23 aprilie 1773 a fost hirotonit episcop la Viena de către episcopul unit sârb din Croația, Vasile Bojiscovici, în prezența împărătesei Maria Terezia. Împărăteasa a fost foarte impresionată de frumusețea ritualului Bisericii Române Unite cu Roma, precum și de cuvântarea lui Grigore Maior. Împărăteasa i-a dăruit, cu această fericită ocazie, o cruce de aur, precum și un inel de preț. 
Împărăteasa Maria Terezia a întemeiat Institutul Teologic „Sfânta Barbara” de la Viena, unde aspiranții uniți la preoție să primească o educație aleasă. Institutul a primit numele Sfânta Barbara (Varvara), întrucât clădirea se afla lângă biserica închinată acestei sfinte.
Între ctitoriile episcopului Grigore Maior se numără Biserica „Sfinții Petru și Pavel”, dintre Brazi din Sibiu.

## Demisia
În a doua parte a episcopatului său episcopul Grigore Maior a avut multe dificultăți din partea protestanților (calvinilor maghiari, în special) și ortodocșilor, care nu vedeau cu ochi buni progresele Unirii cu Biserica Romei. Episcopul Maior a purtat mai multe procese cu autoritățile de confesiune reformat-calvină. În urma reclamațiilor repetate ce soseau la Viena, împăratul Iosif al II-lea l-a sfătuit să-și ceară demisia. Episcopul, văzând că nu mai are niciun sprijin apropiat, a renunțat la scaunul episcopesc pentru a evita alte dificultăți care n-ar servi la bunăstarea Bisericii Române Unite și la salvarea sufletelor enoriașilor. Cererea de demisie i-a fost aprobată în data de 22 septembrie 1783, la câteva zile înainte de izbucnirea Răscoalei lui Horea. Cu ocazia abdicării a rostit o cuvântare: „Acum am slăbit și unul cu atâția nu mai poci birui. Căci corăbierul, fie cât de tare ca Hercules, fie măestru ca Columbus, când sosește la luptă deodată și cu valurile mării și cu vâslașii, cum va putea mântui și scoate corabia din pieire la liman?”
Episcopul Grigore Maior a murit la trei ani după abdicare, în Mănăstirea din Maierii Albei Iulia, de unde a fost adus și înmormântat la Blaj. A lăsat Bisericii greco-catolice cea mai mare parte din avere. Viața sa zbuciumată și dragostea deosebită de neam l-au făcut să fie considerat un al doilea Inocențiu Micu-Klein „deoarece singur acesta cu râvnă și cu luptă spre organizarea fericirii neamului românesc între episcopii cei românești se poate asemăna cu adevăratul părinte al românilor, Ioan Inochentie Liber Baro Klein de Sad”, cum l-a caracterizat Petru Maior. Iar istoricul Zenovie Pâclișanu l-a numit un „al doilea întemeietor al Unirii”.